# 横浜市立荏田南小学校
横浜市立荏田南小学校（よこはましりつ えだみなみしょうがっこう）は、横浜市都筑区荏田南にある公立小学校。

## 概要
1983年（昭和58年）9月1日に荏田小学校から独立開校。 1994年（平成6年）に川和東小学校、茅ヶ崎台小学校の開校により学区を変更する。

## 沿革
- 1983年（昭和58年）9月1日 - 荏田小学校から独立開校
- 1984年（昭和59年）
  - 5月15日 - 校章制定
  - 6月1日 - 校旗制定
- 1985年（昭和60年）12月14日 - 校歌制定
- 1989年（平成元年）- 校舎増築（B棟）工事完成
- 1994年（平成6年）- 川和東小学校、茅ヶ崎台小学校開校により学区変更、はまっ子ふれあいスクール開校
- 1997年（平成9年）- 防災備蓄庫を設置
- 1999年（平成11年）- エレベーター設置
- 2004年（平成16年）- 防犯監視カメラを設置
- 2013年（平成25年）- 普通教室空調工事完了
- 2017年（平成29年）- 体育館照明設備LED化工事完了
- 2019年（平成31年）- 特別教室空調工事、給食室改修工事完了

（出典）

## 通学区域
- 都筑区
  - 荏田南一丁目、荏田南二丁目、荏田南三丁目、大丸[2]

## 進学先中学校
- 公立学校は、横浜市立荏田南中学校[2]

## 学区内の主な施設
- 横浜市立荏田南中学校
- 神奈川県立荏田高等学校
- 新横浜元石川線
- 鴨池

## 交通
- 電車
  - 横浜市営地下鉄 都筑ふれあいの丘駅（グリーンライン）から徒歩約15分
- バス
  - 横浜市営バス 荏田南停留所から徒歩約5分